# Tutunendo
Tutunendo es un centro poblado colombiano del municipio de Quibdó, ubicado en el departamento del Chocó. Se encuentra a 14 km de Quibdó, por la vía Quibdó-Medellín. Declarado sitio de mayor pluviosidad y Biodiverso, con una población aproximada de 3.500 habitantes. Sus actividades económicas son: La Agricultura, la Pesca y una amplia explotación y extracción de Minerales y recursos Madereros, El turismo en temporada de fin de semana por turistas en su mayoría de la ciudad de Quibdó.

## Geografía
Tutunendo, hace parte del Chocó Biogeográfico y posee una extensión de 43 kilómetros cuadrados donde se alberga gran parte de la biodiversidad por ser bosque pluvial húmedo lo que ha hecho que la zona sea considerada como el principal centro turístico del municipio de Quibdó, como un lugar apropiado para el esparcimiento, la recreación y de investigación para las entidades ambientales.

### Clima
| Parámetros climáticos promedio de Tutunendo, Chocó, Colombia. | Parámetros climáticos promedio de Tutunendo, Chocó, Colombia. | Parámetros climáticos promedio de Tutunendo, Chocó, Colombia. | Parámetros climáticos promedio de Tutunendo, Chocó, Colombia. | Parámetros climáticos promedio de Tutunendo, Chocó, Colombia. | Parámetros climáticos promedio de Tutunendo, Chocó, Colombia. | Parámetros climáticos promedio de Tutunendo, Chocó, Colombia. | Parámetros climáticos promedio de Tutunendo, Chocó, Colombia. | Parámetros climáticos promedio de Tutunendo, Chocó, Colombia. | Parámetros climáticos promedio de Tutunendo, Chocó, Colombia. | Parámetros climáticos promedio de Tutunendo, Chocó, Colombia. | Parámetros climáticos promedio de Tutunendo, Chocó, Colombia. | Parámetros climáticos promedio de Tutunendo, Chocó, Colombia. | Parámetros climáticos promedio de Tutunendo, Chocó, Colombia. |
| Mes                                                           | Ene.                                                          | Feb.                                                          | Mar.                                                          | Abr.                                                          | May.                                                          | Jun.                                                          | Jul.                                                          | Ago.                                                          | Sep.                                                          | Oct.                                                          | Nov.                                                          | Dic.                                                          | Anual                                                         |
| ------------------------------------------------------------- | ------------------------------------------------------------- | ------------------------------------------------------------- | ------------------------------------------------------------- | ------------------------------------------------------------- | ------------------------------------------------------------- | ------------------------------------------------------------- | ------------------------------------------------------------- | ------------------------------------------------------------- | ------------------------------------------------------------- | ------------------------------------------------------------- | ------------------------------------------------------------- | ------------------------------------------------------------- | ------------------------------------------------------------- |
| Temp. máx. media (°C)                                         | 30                                                            | 30.3                                                          | 30.6                                                          | 30.8                                                          | 31.1                                                          | 30.9                                                          | 31.1                                                          | 31.2                                                          | 30.9                                                          | 30.5                                                          | 30.3                                                          | 29.8                                                          | 31.2                                                          |
| Temp. media (°C)                                              | 26.4                                                          | 26.7                                                          | 26.9                                                          | 26.9                                                          | 27                                                            | 26.8                                                          | 26.8                                                          | 26.8                                                          | 26.5                                                          | 26.3                                                          | 26.2                                                          | 26.2                                                          | 26.6                                                          |
| Temp. mín. media (°C)                                         | 23.4                                                          | 23.4                                                          | 23.5                                                          | 23.6                                                          | 23.5                                                          | 23.3                                                          | 23.1                                                          | 23.1                                                          | 23.1                                                          | 23                                                            | 23.1                                                          | 23.3                                                          | 23                                                            |
| Lluvias (mm)                                                  | 874                                                           | 744                                                           | 765                                                           | 963                                                           | 1063                                                          | 1003                                                          | 1071                                                          | 1092                                                          | 1074                                                          | 1019                                                          | 1021                                                          | 907                                                           | 11596                                                         |
| Fuente: Parámetros climáticos IDEAM 29 de mayo de 2017        |                                                               |                                                               |                                                               |                                                               |                                                               |                                                               |                                                               |                                                               |                                                               |                                                               |                                                               |                                                               |                                                               |